# Polystichum cochleatum
Polystichum cochleatum là một loài dương xỉ trong họ Dryopteridaceae. Loài này được Klotzsch Hieron. mô tả khoa học đầu tiên năm 1904.